# Monhystera filiformis
Monhystera filiformis är en rundmaskart. Monhystera filiformis ingår i släktet Monhystera och familjen Monhysteridae. Arten är reproducerande i Sverige. Inga underarter finns listade i Catalogue of Life.